# رايلي جيل
رايلي جيل (بالإنجليزية: Riley Gill)‏ هو لاعب هوكي الجليد أمريكي، ولد في 1985 في نورثفيلد في الولايات المتحدة.

## وصلات خارجية
- رايلي جيل على موقع دوري الهوكي الوطني (الإنجليزية)
- رايلي جيل على موقع EliteProspects.com (الإنجليزية)
- رايلي جيل على موقع HockeyDB.com (الإنجليزية)